# Ivar Bezkostý
Ivar Bezkostý, Ivar Bezkostný či Ivar Bez Kostí (staronorsky Ívarr hinn Beinlausi; staroanglicky Hyngwar; † 870 nebo 873) byl vikingský vůdce, syn Ragnara Lodbroka a jeho třetí ženy Aslaug. Ve druhé polovině 9. století, po smrti svého otce, vedl spolu se svými bratry vikingskou invazi do anglosaské Anglie. Zřejmě byl mrzákem neschopným boje, kterého jeho muži museli na bojiště nosit, nicméně svoji tělesnou slabost vyvažoval vojenským a politickým géniem.
V listopadu 866 (rok po smrti svého otce) dobyl York a později zajal a nechal umučit Ællu, krále Northumbrie, který měl v roce 865 podle legend nechat popravit jeho otce. Dále porazil Mercii a dobyl Nottingham, další obětí byla Východní Anglie, po jejíž porážce nechal umučit jejího krále Edmunda Mučedníka (865).
Jím vedené výboje položily základy dánské moci v Anglii. Jeho náhlá smrt v roce 870 vikingy velmi oslabila a otevřela cestu úspěchům Alfréda Velikého, který jeho nástupce postupně porazil a zpacifikoval.